# Porcellio graevei
Porcellio graevei är en kräftdjursart som beskrevs av Karl Wilhelm Verhoeff1917. Porcellio graevei ingår i släktet Porcellio och familjen Porcellionidae. Inga underarter finns listade i Catalogue of Life.